# Laia Costa
Laia Costa (ur. 18 lutego 1985 w Barcelonie) – hiszpańska aktorka, która dostała nagrodę Goya za rolę w filmie Pięć małych wilczków (Cinco lobitos, 2022).

## Filmografia

### Filmy
| Rok  | Tytuł                                | Rola            | Reżyser                  | Uwagi |
| ---- | ------------------------------------ | --------------- | ------------------------ | ----- |
| 2012 | Tylko ciebie chcę                    | Chica Serpiente | Fernando González Molina |       |
| 2014 | Fort Ross                            | Lucía           | Yuriy Moroz              |       |
| 2015 | Victoria                             | Victoria        | Sebastian Schipper       |       |
| 2015 | Palmy w śniegu                       | Daniela         | Fernando González Molina |       |
| 2017 | Nieve Negra                          | Laura           | Martin Hodara            |       |
| 2017 | Nowość                               | Gabi Silva      | Drake Doremus            |       |
| 2018 | Piercing                             | Mona            | Nicolas Pesce            |       |
| 2018 | Duck Butter                          | Sergio          | Miguel Arteta            |       |
| 2018 | Maine                                | Bluebird        | Matthew Brown            |       |
| 2018 | To właśnie życie                     | Isabel González | Dan Fogelman             |       |
| 2018 | Only You                             | Elena Aldana    | Harry Wootliff           |       |
| 2022 | Pięć małych wilczków (Cinco lobitos) | Amaia           | Alauda Ruiz de Azúa      |       |
| 2023 | Góry do pokonania (Els encantats)    | Irene           | Elena Trapé              |       |
| 2023 | Un amor                              | Natalia         | Isabel Coixet            |       |
| 2023 | El mestre que va prometre el mar     | Ariadna         | Patricia Font            |       |